# Orchidejový ostrov

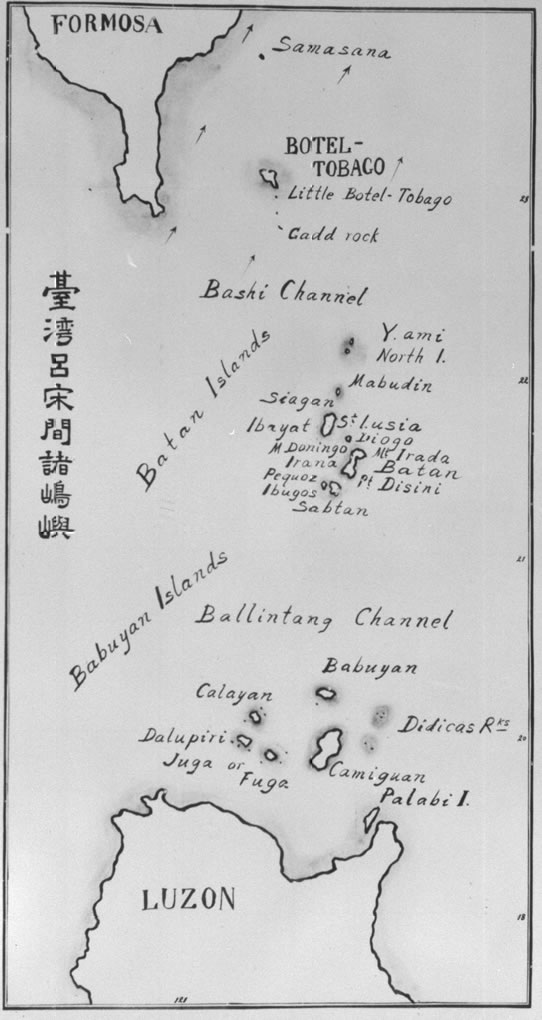
Mapa japonského antropologa Rjúzó Torii zobrazující Luzonský průliv a Orchidejový ostrov (Botel Tobago)

Orchidejový ostrov, známý také jako Lan-jü (蘭嶼) nebo Botel Tobago, leží ve Filipínském moři a je součástí tchajwanského okresu Tchaj-tung. Nachází se 90 km jihovýchodně od hlavního ostrova, má rozlohu 47 km² a tvar protáhlého trojúhelníku. Žije na něm okolo čtyř tisíc lidí, většinu z nich tvoří původní obyvatelé z kmene Yami (je známý také pod exonymem Tao), kteří podle odhadu přišli na ostrov počátkem minulého tisíciletí z ostrovů Batanas, jež leží 200 km jižněji přes Bašický průliv a jsou součástí Filipín. Ostrov byl vždy výrazně izolovaný a zdejší obyvatelé si zachovali tradiční způsob života, i když formálně sdíleli historické osudy Tchaj-wanu (japonská nadvláda 1895 až 1945).
Ostrov je tvořen andezitem, vznikl v důsledku sopečného výbuchu v období miocénu. Osídleno je pouze pobřeží, které je chráněno korálovými útesy; vnitrozemí je hornaté, nejvyšší hora Hongtao dosahuje nadmořské výšky 552 metrů. Orchidejový ostrov má tropické monzunové podnebí, vlhkost vzduchu dosahující 90 % umožňuje bujný růst vegetace - vyskytují se zde endemické druhy jako palma Pinanga tashiroi. Na plážích ostrova klade vejce kareta obrovská. Pěstuje se taro, proso, palma kokosová a noni, důležitý je lov krabů a létajících ryb, který hraje důležitou roli i v domorodém folklóru.
Ostrov má letiště, přístav, maják a muzeum domorodé kultury. V roce 1982 zde zbudovala společnost Taipower úložiště vyhořelého odpadu z tchajwanských jaderných elektráren, proti kterému místní obyvatelé marně protestují.
Pět kilometrů od jižního výběžku ostrova leží neobydlené skalisko Malý orchidejový ostrov.